# 25. Panzer-Division (Wehrmacht)
Die 25. Panzer-Division war ein Großverband des Heeres der deutschen Wehrmacht im Zweiten Weltkrieg. Die Division gehörte zu den Panzer-Divisionen, die während der letzten Kriegsjahre nur mit Personal- und Ausrüstungsmängeln aufgestellt werden konnten. Ein sog. Divisionsschicksal rekonstruiert die Gefechtsverläufe.

## Divisionsgeschichte

### Einsatzgebiete der Division
- 1942–1943 Ausbildung und Besatzungsaufgaben in Norwegen
- 1943 weitere Ausbildung in Frankreich, Dezember Gefecht von Schytomyr
- 1944 westliche Ukraine (vernichtet); Dänemark (neu aufgestellt), Polen
- 1945 Schlesien, Österreich

### Aufstellung und Erweiterung
Die 25. Panzer-Division wurde in Südnorwegen 1941/42 als schnelle Eingreifreserve des Armeeoberkommandos Norwegen aufgestellt, anfänglich auch als „Schützenverband Oslo“, dann als „Panzerverband Norwegen“ bezeichnet. Anfang 1942 umfasste der Verband die Panzer-Abteilung 214, die Panzerjäger-Abteilung 514 und die Artillerie-Batterie (motZ.) 91 mit 10-cm-Kanonen. Nach und nach Aufstockung zur „Panzer-Division Norwegen“ durch das OKW auf Antrag von Generaloberst von Falkenhorst, mit Umbenennung 1943 in „25. Panzer-Division“. 
Die Gliederung mit den für den Verband durchgeführten Neuaufstellungen war:
- Divisionsstab () (aus Stab / Panzer-Brigade 8 und mit Personal Panzergrenadier-Ersatz-Regiment 3 (Eberswalde))
- Panzer-Regiment 9 () (aus Stab / Panzer-Brigade 18, Beute-Panzer-Abteilung 214 und Panzer-Abteilung z.b.V. 40)
- Panzergrenadier-Regiment 146 () (aus Schützen-Regiment 146)
- Panzergrenadier-Regiment 147 () (aus Infanterie-Regiment 147 und II. Bataillon / Infanterie-Regiment 193)
- Kradschützen-Bataillon 87 () (aus III. Bataillon / Schützen-Regiment 146)
- Panzer-Artillerie-Abteilung (mot.) 91 () (aus Kanonen-Batterie (mot.) 91)
- Panzer-Aufklärungs-Kompanie 25 () (aus Wehrkreis VI)
- Panzerjäger-Abteilung 87 () (aus verstärkter Panzerjäger-Kompanie 514, 14. Kompanie (Panzerjäger) / Schutzverband Oslo (Nr. 146) und 5. Kompanie (Sturmgeschütz-) / Artillerie-Regiment 91)
- Panzer-Nachrichten-Abteilung 87 () (Neuaufstellung im Wehrkreis VI in Köln)
- Panzer-Pionier-Bataillon 87 () (aus Heeres-Pionier-Bataillon (mot.) 744)
- Sonstige Versorgungstruppen mit der Nr. 87 (aus Kraftfahr-Ersatz-Abteilung 6)

Bis zum Sommer 1943 wurde die Panzer-Artillerie-Abteilung durch Zuführung von Resten des in Stalingrad untergegangenen Artillerie-Regiment 295 für die Aufstellung einer II. Abteilung und für die Aufstellung der III. Abteilung wurde Personal von den in Norwegen vorhandenen motorisierten Batterien zusammengezogen.
Sie wurde im August 1943 zur vollständigen Aufstellung nach Frankreich verlegt, wo sie laut Weisung des Inspekteurs der Panzertruppen, Heinz Guderian, als Reserve-Division für die erwartete alliierte Invasion Frankreichs bereitstehen sollte.

### Ausrüstung
Die Qualität der Ausrüstung war unterschiedlich, da die Division sowohl mit veralteten französischen Panzern wie dem Renault R-35, dem Hotchkiss H-39 und dem Renault Char B1, später aber auch mit deutschen Panzerkampfwagen IV, 'H'-Version (eine Kompanie), und Panzerkampfwagen VI Tiger (eine Kompanie) ausgerüstet war. Das Artillerie-Regiment hatte moderne Geschütze, erreichte jedoch nur die Stärke eines Bataillons. Die Aufklärungsabteilung war lediglich mit Motorrädern ausgerüstet.

### Einsätze
Die 25. PD wurde, trotz Widerstand von Heinz Guderian, schon bald an die Ostfront verlegt und der 4. Panzerarmee, ab März 1944 der 1. Panzerarmee unterstellt. Im Dezember 1943 erlebte die Division schwere Kämpfe bei Schytomyr. Im Frühling 1944 wurde sie bei Kamjanez-Podilskyj während des deutschen Rückzugs am Fluss Dnister vernichtet.
Von Mai bis August 1944 wurde die Division in Dänemark und auf dem Truppenübungsplatz Wildflecken neu aufgestellt. Da die Wehrmacht bereits in schwere Bedrängnis geraten war, konnte nur eine Skelett-Panzer-Division aufgestellt werden.
Am 13. August verließ ein Transport mit 28 neuen Jagdpanzern IV für die Panzerjäger-Abteilung 87 der Division das Heereszeugamt.
Die Division, die ihre Sollstärke bei weitem nicht erreichte, wurde erneut an die Ostfront entsandt, um die Überquerung der Weichsel durch Sowjet-Truppen zu verhindern. Außerdem waren Teile der Division an der Niederschlagung des Warschauer Aufstandes beteiligt (Aug./Sept.1944).
Am 14. Januar 1945 traten ostwärts von Radom bei Pulawy an der Weichsel starke Verbände der Roten Armee zur Offensive an. Schon nach wenigen Stunden konnten sowjetische Panzerverbände die deutschen Stellungen durchbrechen und in den Raum von Radom eindringen. Am Abend des folgenden Tages bestand im Bereich der 9. Armee keine zusammenhängende Front mehr. Zu Beginn der Offensive kämpfte die 25. PD nordwestlich von Radom bei Bialobrzegi. Schon am ersten Tag verloren die Einheiten den größten Teil ihrer Fahrzeuge und Panzer. Am 16. Januar 1945 wurde die 25. PD mit anderen deutschen Verbänden eingeschlossen. Die Verluste waren außerordentlich hoch. Nachdem sowjetische Truppen weiter vorgedrungen waren, wurde der Befehl zum Ausbrechen und zum Rückzug erteilt. Ersteres gelang, doch sowjetische Panzereinheiten überholten und versprengten die zurückweichenden deutschen Bataillone. Der Division gelang es am 19. Januar 1945 ostwärts von Nowe Miasto an der Pilica, die die Rote Armee bereits überquert hatte, die Splittergruppen zu sammeln. Durchbruchsversuche auf der Straße scheiterten und es blieb nur der Rückzug über den zugefrorenen Fluss, bei dem viele Soldaten den Tod fanden. Diejenigen Teile der Division, die sich trotzdem absetzen konnten, kämpften am 30. Januar an der Oder bei Steinau (polnisch Ścinawa). Einen Tag später wurden die angeschlagenen Regimenter in den Raum von Stettin verlegt.
Als Restkampfgruppe/25.Pz.Div. hatte die Division ab Ende Januar 1945 Einsatz an der Oder/Neisse-Front nordwärts von Görlitz. Mitte Februar nach Kämpfen bei Christianstadt-Guben erhielt sie eine kurze Auffrischung im Raum Görlitz. Ende Februar E-Transport ostwärts von Berlin mit Einsatz südostwärts von Stettin, Ende März Zurückverlegung zur Oder/Neisse-Front. Nach Sammlung Anfang April im Raum Küstrin wurde sie verlegt in den Raum Wien und Nikolsburg/Südmähren. Sie wurde in Kämpfe nordostwärts von Wien, Laa an der Thaya, Ebendorf-Mistelbach verwickelt, erhielt dann einen Absetzbefehl mit Marsch westwärts am 8./10. Mai und geriet dann bei Passau in US-Gefangenschaft.

## Gliederung im Dezember 1943
- Panzer-Regiment 9
- Panzer-Grenadier-Regiment 146
- Panzer-Grenadier-Regiment 147
- Kradschützen-Bataillon 87
- Feldersatz-Bataillon 87
- Panzer-Artillerie-Regiment 91 (unterbesetzt)
- Heeres-Flak-Artillerie-Abteilung 279
- Panzerjäger-Abteilung 87
- Panzer-Pionier-Bataillon 87
- Panzer-Nachrichten-Abteilung 87
- Panzer-Versorgungstruppen

## Kommandeure

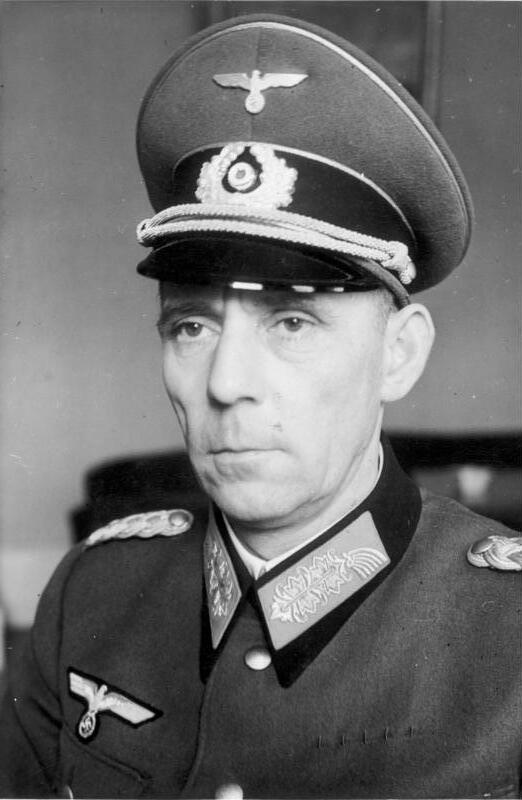
Adolf von Schell, als Generalmajor Generalbevollmächtigter für das Kraftfahrwesen, im März 1940.

- Generalleutnant Johann Haarde, 25. Februar 1942
- Generalleutnant Adolf von Schell, 1. Januar 1943
- Generalleutnant Georg Jauer, 15. November 1943
- Generalleutnant Hans Tröger, 20. November 1943
- Generalmajor Oswin Grolig, 1. Juni 1944
- Generalmajor Oskar Audörsch, 18. August 1944 bis Mai 1945